# Inzulinska črpalka
Insulinska črpalka je medicinski pripomoček, ki posnema naravno delovanje trebušne slinavke in s tem imitira naravno dovajanje hormona insulina. Uporablja se pri zdravljenju sladkorne bolezni tipa I. Deluje na sistemu neprekinjenega dovajanja insulina v telo preko infuzijskega seta, ki je vstavljen v podkožje. Insulinska črpalka pomaga k boljši urejenosti sladkorne bolezni in zagotavlja večjo kakovost življenja sladkornim bolnikom.
Prednost avtomatizirane črpalke je njeno delovanje v več funkcijah. Deluje po vnaprej vnešenih odmerkih na podlagi programa, ki se bolniku individualno prilagaja s strani zdravnika diabetologa. Tako črpalka omogoča dovajanje bazalnih odmerkov insulina v telo neprekinjeno, tudi v času mirovanja bolnika. Bolusni odmerki pa se odmerjajo glede na trenutne potrebe(čas vnosa hrane) ročno glede na izmerjeno višino sladkorja v krvi. Črpalko lahko bolnik začasno tudi odklopi iz sistema (osebna higiena, športna dejavnost), vendar ne več kot dve uri. Priporočila za menjavo infuzijskega seta so od dveh do štirih dni.